# Močioci (Šipovo)
Močioci (szerbül: Мочиоци) kis szerb falu Bosznia-Hercegovinában, Bosanska krajina területén, a Szerb Köztársaságban, Šipovo községben. 

## Fekvése
Bosznia-Hercegovina közép-nyugati részén, Banja Lukától légvonalban 58, közúton 88 km-re délre, községközpontjától légvonalban 5 km-re, közúton 8 km-re délkeletre, a Pliva és a Janj összefolyásától keletre fekvő hegyvidéki területen, a Grbavičko poljétől nyugatra, 850 méteres magasságban fekszik, de egyes részei 1000 méteres magasságig is felnyúlnak.

## Népessége
| Nemzetiségi csoport | Népesség 1991 | Népesség 2013 |
| ------------------- | ------------- | ------------- |
| Szerb               | 14            | 12            |
| Bosnyák             | 0             | 0             |
| Horvát              | 0             | 0             |
| Jugoszláv           | 0             | 0             |
| Egyéb               | 3             | 1             |
| Összesen            | 17            | 13            |

## Története
Močioci középkori létére utalhat az a kőemlék, melyet a Hrastić nevű lelőhelyen találtak. A térséget 1518 körül foglalta el a török. A település 1878-ig tartozott az Oszmán Birodalomhoz, majd az Osztrák-Magyar Monarchia része lett. 1879-ben az első osztrák-magyar népszámlálás során a településen Volari község részeként 33 házat és 334 ortodox szerb lakost számláltak. 1910-ben a faluban 17 házat, 134 ortodox szerb és egy muszlim lakost találtak. A monarchia szétesésével 1918-ben előbb a Szerb-Horvát-Szlovén Királyság, majd 1929-től a Jugoszláv Királyság része. Jugoszlávia megszállása után a falu a Független Horvát Állam (NDH) része lett. 1945-től a település a szocialista Jugoszlávia része volt. A településen az 1991-es népszámlálás adatai szerint 13-an éltek. A Bosznia-Hercegovinában zajló polgárháború idején a Visoko Krajina többi településéhez hasonlóan a Boszniai Szerb Köztársaság része volt. A területén 1995 szeptemberéig nem volt háborús hadművelet, ekkor azonban a település területét a Horvát Köztársaság fegyveres ereje megszállta. A horvát csapatok elől a lakosság elmenekült. A daytoni békeszerződés aláírása után a település a Szerb Köztársasághoz, azon belül Šipovo községhez került.

## Nevezetességei
- Hrastić – középkori sztélé formájú kőemlék (talán határkő), melyet félhold és csillag díszít.[4]